# Перес-Капдевила, Хавьер
Хавьер Перес-Капдевила (Javier Perez-Capdevila; родился 7 февраля 1963, Гуантанамо) — кубинский учёный-математик, получивший признание за применение математики в экономике, управлении знаниями, экологическом менеджменте и бухгалтерском учете, а также в других областях науки и жизни.
Он является старшим советником по науке, технологиям и Министерству окружающей среды делегации Гуантанамо и профессором Университета Гуантанамо.

## Биография
Он родился 7 февраля 1963 г. в Гуантанамо. Выпускник Института педагогических наук, он получил степень бакалавра педагогики по специальности математика в 1985 году. Диплом он получил из рук президента Республики Куба Фиделя Кастро в июне 1985 г.

## Научный вклад
Он представил несколько концепций математики нечётких множеств и творчески проиллюстрировал её практическое применение, в том числе:
Размытые гармоничные гарнитуры
Нечеткие относительные множества
Нечеткие трансмутационные множества
Преобразование нечеткого множества
Вместе трансмутировали размытие
Синтетическое значение элементов нечеткого множества E в соответствии с нечетким трансмутационным множеством O
Теорема, доказывающая предельную ценность этой синтетической ценности.
Избыточный вес при посадке
Коэффициент равной посадки
Он также создал две практически применимые теории: теорию адекватности нечетких множеств и теорию смешения нечетких множеств.